# Terytorium Rumunii we wczesnym średniowieczu
Historia terytorium Rumunii we wczesnym średniowieczu – okres w historii terytorium dzisiejszej Rumunii, trwający od V do X wieku, od inwazji Hunów do ostatniej fazy wędrówki ludów.

## Ewakuacja Dacji i jej następstwa

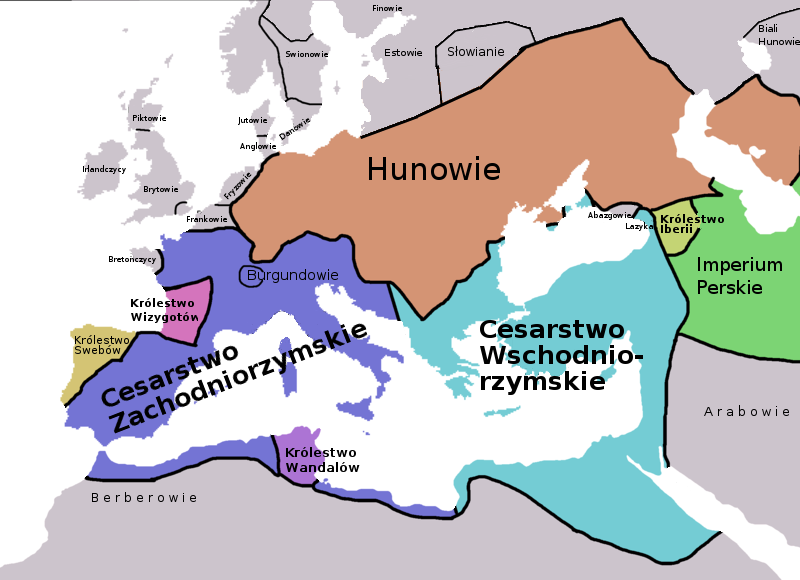
Europa w 450 r. n.e. Linie graniczne przedstawione w przybliżeniu

Przełomowe znaczenie w historii Dacji miały lata sześćdziesiąte III wieku, kiedy to Cesarstwo rzymskie, które znajdowało się w stanie kryzysu faktycznie straciło kontrolę nad prowincją w wyniku ataków podejmowanych przez różne ludy barbarzyńskie, w tym niepodbitych do końca Daków. Północna część Półwyspu Bałkańskiego nawiedzana była w tym czasie przez wojownicze plemiona, które zmierzały ku bogatszym ziemiom na zachodzie i południu, plądrując to, co stawało im na drodze. W roku 275 cesarz Aurelian zarządził ewakuację Dacji, przesiedlając ludność na tereny położone na południe od Dunaju. W tym czasie tereny dzisiejszej Rumunii zostały zasiedlone przez napływające plemiona barbarzyńskie i popadły w stan głębokiego kulturowego regresu. Większość populacji zamieszkiwała wsie, koncentrując się na rolnictwie i hodowli zwierząt.
Część terenów dzisiejszej Rumunii wchodziła w skład imperium Attyli ok. roku 450. Po jego dezintegracji, różne tereny znajdowały się pod kontrolą dackich Karpów, Gotów, Gepidów, Awarów, Bułgarów i Pieczyngów. Większość z tych plemion nie okupowała w sposób stały tych terenów, ponieważ ich organizacje społeczne miały charakter typowych nomadzkich efemerycznych „konfederacji”.
Jedynym fragmentem obecnej Rumunii, nad którym Cesarstwo Wschodniorzymskie zachowało kontrolę były tereny dzisiejszej Dobrudży – aż do załamania linii Dunaju w wyniku obalenia cesarza Maurycjusza w roku 602. Region ten ponownie stał się częścią bizantyjskiej prowincji (Paristrion thema) pomiędzy 971 a 1204 rokiem, pomimo że utrzymanie północnej granicy przychodziło z wielkim trudem, z powodu ciągłych rebelii i inwazji.

## Dacja w okresie wędrówek ludów
Po upadku władztwa Attylli na terenach obecnego Siedmiogrodu i Banatu zostało utworzone państwo Gepidów, ludu germańskiego, który osiadł tu pod koniec III wieku, po odejściu Rzymian. Państwo Gepidów przetrwało ponad 100 lat. Jednak w 567 Longobardowie sprzymierzyli się z koczowniczymi Awarami przeciwko Gepidom i pokonali ich, rozbijając ich państwo. Gepidzi weszli od tej pory w skład kaganatu awarskiego, powstałego na dawnym terytorium gepidzkim, a w rok później i longobardzkim.
W efekcie podboju awarskiego pojawił się napływ Słowian. Małe grupy Słowian osiedlały się tam już w V wieku, a do VI wieku, pojawiło się zwarte osadnictwo słowiańskie, zarówno w Siedmiogrodzie jak i na terenach późniejszych Wołoszczyzny i Mołdawii.
W VII wieku, na północnym wybrzeżu Morza Czarnego pojawił się silny napływ nomadów – Bułgarów, stopniowo podbijających Słowian. W 630 roku powstał związek bułgarskich plemion w dzisiejszej południowo-wschodniej Rumunii i północno-wschodniej Bułgarii (rejon Dobrudży). Rok później Bułgarzy stoczyli walkę z Bizancjum, a w 681 roku chan Asparuch utworzył pierwsze znane bułgarskie państwo. W IX i na początku X wieku, większość byłej Dacji zostało włączone do Pierwszego Imperium Bułgarskiego (które w owym czasie graniczyło z dzisiejszymi terenami północnej Grecji na południu, Albanii i Bośni na zachodzie oraz Rumunii i wschodnich Węgier na północy.
W tym czasie Bułgarzy nawrócili się na chrześcijaństwo w 864 roku, a w X wieku, w celu zerwania z wpływami Bizancjum, Borys I Michał zastąpił język grecki staro-cerkiewno-słowiańskim, używanym w administracji, literaturze i liturgii, a także zamienił alfabet grecki na cyrylicę. Literatura słowiańska stała się trzecią co do wielkości w chrześcijańskim świecie, a słowiańska liturgia rozprzestrzeniła się po obszarze całej Europy Wschodniej.
W późniejszym okresie Wołosi osiedlając na północ od Dunaju, po długim okresie wierności liturgii greckiej, przejęli liturgię słowiańską. Ryt słowiański zachował się do XVII wieku, kiedy to język rumuński stał się językiem liturgicznym.
Bułgarska dominacja trwała w latach ok. 802–1018. Po osiągnięciu szczytowej potęgi za cara Symeona I, imperium zaczęło stopniowo słabnąć. W 1014 roku bizantyjska wyprawa Bazylego II Bułgarobójcy zadała państwu ogromne straty. W 1018 imperium upadło.
W 1054 roku miała miejsce schizma wschodnia, która (jak również używanie języka staro-cerkiewno-słowiańskiego jako języka liturgicznego) miała mieć wpływ na historię Rumunów przez wiele wieków.
Wczesne średniowiecze kończy się ok. XI wieku, kiedy to miała miejsce ostatnia fala migracji – inwazja głównie Madziarów i Pieczyngów. Wypychane przez tych drugich, plemiona madziarskie pod przywództwem Arpada przybyły do Europy ok. 896 roku i zajęły Panonię, którą używały jako bazy wypadowej do wypraw w kierunku zachodnim. Zatrzymani przez cesarza Ottona I w bitwie nad rzeką Lech w 955 roku, Madziarzy zmuszeni zostali do powrotu na południowy wschód.

## Wołosi
Współczesnych Rumunów, w pewnym stopniu, uznaje się za potomków chrześcijańskich, zromanizowanych plemion dackich, trackich i mezyjskich, po części też za potomków mieszkańców miast łacińskojęzycznych licznie za cesarstwa zakładanych nad Dunajem.

Granica zasięgu łaciny na Bałkanach (tzw. linia Jirečka)

Istnieją dwie teorie dotyczące natury ich korzeni:
- pierwsza zakłada, że Proto-Rumuni zamieszkiwali tereny dzisiejszej Rumunii przez całe wczesne średniowiecze (mogli zamieszkiwać wyspowo w swoich okręgach zwanych țări, z łacińskiego terrae),
- druga, współcześnie dominująca, zaproponowana przez Roberta Rösslera w XIX wieku, głosi iż użytkownicy dialektów proto-rumuńskich przybyli na te tereny z obszarów znajdujących się na południe od Dunaju.

Obie teorie nie wykluczają się wzajemnie.
Faktem jest, że nie istnieją dowody na liczną i stałą obecność dużych, zwartych grup ludności zromanizowanej na północ od Dunaju między rokiem 300 a 900. Najstarsze wzmianki we współczesnych źródłach, które niewątpliwie dotyczą Wołochów (np. Kekaumenos) umiejscawiają ich w górskich rejonach współczesnych Bułgarii i Serbii. Stamtąd, w X wieku część z nich miała przenieść się bardziej na południe, na obszary współczesnej Grecji, zachowując jednak łączność z pobratymcami pozostałymi na północy.
Między VIII a XII wiekiem Wołosi występują w bizantyjskich kronikach jako niezbyt lojalna grupa koczowniczej lub półosiadłej ludności niekiedy uznająca zwierzchnictwo Bizancjum, a niekiedy sprzymierzająca się ze Słowianami w działaniach przeciw greckojęzycznemu cesarstwu, między innymi w Tesalii i Bułgarii.
Najstarsze i niezbyt pewne wzmianki mogące wskazywać na obecność na terenie dzisiejszej Rumunii grup ludności, które można identyfikować z Wołochami dotyczą wieków X i XI. Gestae Hungarorum, która została napisana ponad 200 lat po opisywanych wydarzeniach wspomina Wołochów walczących z Węgrami podbijającymi Nizinę Węgierską. Jednakże ta wzmianka może przedstawiać współczesny autorowi stan etniczny z XII wieku lub dotyczyć Panończyków. Źródła skandynawskie odnosząc się do X i XI wieku wspominają o ludzie Blakumenn na terenie dzisiejszej Mołdawii. Jednak bardziej pewne informacje na temat Wołochów na terenach obecnej Rumunii pochodzą dopiero z wieków XII i XIII.